# Okres Radkersburg

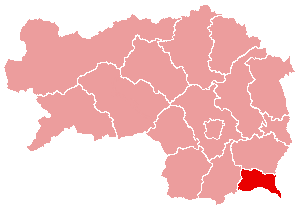
Poloha okresu ve Štýrsku

Radkersburg byl okres v rakouské spolkové zemi Štýrsko. Měl rozlohu 336,96 km² a žilo tam 23 207 obyvatel (31. 12. 2008). Sídlem okresu bylo město Bad Radkersburg, obcí s největším počtem obyvatel byl městys Sankt Peter am Ottersbach (2271). Okres sousedil se štýrskými okresy Feldbach a Leibnitz, se Slovinskem a Maďarskem. Okres se dále členil na 19 obcí (z toho 2 města a 6 městysů).
K 1. lednu 2013 byl spojen s okresem Feldbach a vznikl nový okres Jihovýchodní Štýrsko.